# 10954 Spiegel
10954 Spiegel este un asteroid din centura principală de asteroizi.

## Descriere
10954 Spiegel este un asteroid din centura principală de asteroizi. A fost descoperit pe 24 septembrie 1960 la Observatorul Palomar de Cornelis Johannes van Houten, Ingrid van Houten-Groeneveld și Tom Gehrels. Asteroidul prezintă o orbită caracterizată de o semiaxă mare de 2,95 ua, o excentricitate de 0,03 și o înclinație de 1,4° în raport cu ecliptica.